# Lars Gunnar Larsson
Lars Gunnar Larsson (geb. 1940), oft Lars G Larsson genannt, ist ein schwedischer Experte für nukleare Sicherheit, ehemaliger Leiter der Sicherheitsabteilung für Kernreaktoren der Europäischen Bank für Wiederaufbau und Entwicklung (EBWE) und Mitglied der Königlich Schwedischen Akademie der Ingenieurwissenschaften.

## Hintergrund
Im Jahr 2014 erhielt Larsson zusammen mit dem russischen Wissenschaftler Ashot Sarkisov den Global Energy Prize, eine jährliche Auszeichnung für technologische und wissenschaftliche Leistungen im Energiebereich. Sie erhielten den Preis für ihre Arbeiten im Bereich der nuklearen Sicherheit und der Stilllegung von kerntechnischen Anlagen.
Larsson arbeitete im Gebiet Murmansk an der Entsorgung stillgelegter Atom-U-Boote.
Zum Zeitpunkt des Reaktorunfalls im Kernkraftwerk Three Mile Island war Larsson technischer Attaché in Washington, D.C. Er ist ein ehemaliger Leiter einer Abteilung der schwedischen Nukleartechnologie-Agentur und ehemaliger Umwelt- und Energiepolitiker des schwedischen Industrieverbandes.
Von 1997 bis 2000 war er Leiter der Abteilung für Kernreaktorsicherheit der EBWE und anschließend Leiter der bilateralen schwedischen Hilfe für nukleare Sicherheit in Osteuropa. Heute arbeitet Larsson als Berater in der Firma SiP Nuclear Consulting AB.